# Jonás Cuarón
Jonás Tiberio II Cuarón Elizondo (Ciudad de México, 1981) es un guionista y director de cine mexicano. Es hijo del cineasta Alfonso Cuarón y de Mariana Elizondo, por lo tanto nieto de Salvador Elizondo.
Su primer largometraje fue Año Uña y que se basaba en una serie de fotografías fijas con diseño sonoro y las voces de los actores sobre la secuencia de fotografías. También ha dirigido tres cortometrajes más y ha sido el coescritor de la galardonada película Gravity, que fue dirigida por su padre, Alfonso Tiberio Cuarón. Después de ello realizó la película Desierto, protagonizada por Gael García Bernal.

## Filmografía
- Año Uña (2007, largometraje, director y guionista)
- The Shock Doctrine (2007, cortometraje documental, director)
- Gravity (2013, largometraje, coescritor)
- Aningaaq (2014, cortometraje, director y guionista)
- Desierto (2015, largometraje, director y guionista)
- Z (2021, largometraje, director y guionista)
- Chupa (2023, largometraje, director)[2]